# Alfa Kaprikornidy
alfa Kaprikornidy (α Kaprikornidy, CAP) – rój meteorów aktywny od 3 lipca do 15 sierpnia. Jego radiant znajduje się w gwiazdozbiorze Koziorożca. Maksimum roju przypada na 30 lipca, jego aktywność jest średnia, a obfitość roju wynosi 5 meteorów/h. Prędkość meteorów z roju wynosi 23 km/s. alfa Kaprikornidy są rojem związanym z kometą 45P/Honda-Mrkos-Pajdušáková.
Jest to prawdopodobnie bardzo stary rój, co wynika ze zróżnicowanych wartości elementów orbitalnych poszczególnych meteorów z jego strumienia oraz, co się z tym wiąże, skomplikowanej struktury jego radiantu. Jednak z powodu niskiej aktywności został odkryty dopiero w nocy z 28 na 29 lipca 1871 roku przez węgierskiego obserwatora N. de Konkoly'ego.
Rój alfa Kaprikornidów wchodzi w skład tzw. kompleksu Akwarydów – Kaprikornidów. Tworzy go kilka rojów z radiantami umiejscowionymi w gwiazdozbiorach Wodnika i Koziorożca: niewidoczne w Polsce Piscis Austrinidy (PAU) oraz Południowe delta Akwarydy (SDA), alfa Kaprikornidy (CAP), Południowe jota Akwarydy (SIA), Północne delta Akwarydy (NDA) i Północne jota Akwarydy (NIA) – według kolejności występowania.